# Tylko jedna noc
Tylko jedna noc – polski krótkometrażowy film fabularny z 2004 roku w reżyserii Dariusza Błaszczyka.

## Obsada
- Milka Van der Milś (Ewa)
- Jan Wieczorkowski ("Cykor")
- Marek Żerański (chłopak Ewy)
- Barbara Błaszczyk
- Krystyna Malinowska